# تعاملی الگول ۶۸
کامپایلر تعاملی الگول ۶۸ توسط پیتر کراون از نرم‌افزار الگول از سال ۱۹۸۴. ساخته شده‌است سپس در سال از سال ۱۹۹۴ تا سال ۲۰۰۴ توسعه یافت

## زمینه‌ها
- INMOS Transputer خانواده
- لینوکس برای رایانه های Intel x86
- OS/2 نسخه ۲٫۰ و به بعد
- SunOS -4.1.3 (Solaris 1) برای کامپیوترهای مبتنی بر SPARC
- ویندوز ۹۵ و ویندوز NT برای اینتل

## برنامه‌های افزودنی ALGOL 68
1. توانایی قرار دادن کد منبع، و نسخه‌های کد منبع.
2. نظرات تودرتو
3. عنصر FORALL برای حلقه زدن روی آرایه‌ها.
4. ANYMODE اتحادی از تمام MODEهای شناخته شده برای کامپایلر، و به همین دلیل تایپ پویا.
5. اجبارهای تقویت شده (ریخته‌گری) که اجازه می‌دهد تا اجبارهای رشته‌ای و قوی داشته باشیم
6. ساختاردهی به طور خودکار یک متغیر را از نوع به ساختار مجبور می‌کند.
7. انطباق اجبار UNION (THING, MOODS) را به THING می‌کند، اما اگر این حالت فعلی اتحادیه نباشد، یک خطای زمان اجرا ایجاد می‌شود.
8. رابط کتابخانه با سیستم عامل بومی و سایر کتابخانه‌ها.
9. اپراتور SIZE
10. عملگرهای شبه ANDTH و OREL و ANF و ORF برای ارزیابی اتصال کوتاه عبارات بولی.
11. آرایه‌ها می‌توانند برش‌هایی با گام برای انتخاب زیرمجموعه ای از عناصر باشند.
12. با MOID متفاوت رفتار می‌شود.

## محدودیت‌های زبان از استاندارد ALGOL 68
1. متغیر، حالت‌ها و عملگرها باید قبل از استفاده اعلام شوند.
2. رویه ناشناس ممکن است از rows-declarer به عنوان پارامتر استفاده کند.
3. بدون نام فرعی گذرا آرایه‌های انعطاف‌پذیر.
4. بدون فرمت Transput را (و یا فرمت-متون).
5. استفاده محدود از صاف کردن مقادیر چندگانه در طول Transput.
6. استفاده محدود از BYTES, BITS و BOOL.
7. استفاده محدود از برچسب‌ها برای پیروی از عبارات EXIT.